# 鮑徹灣
62°57′20″S 62°33′00″W / 62.95556°S 62.55000°W

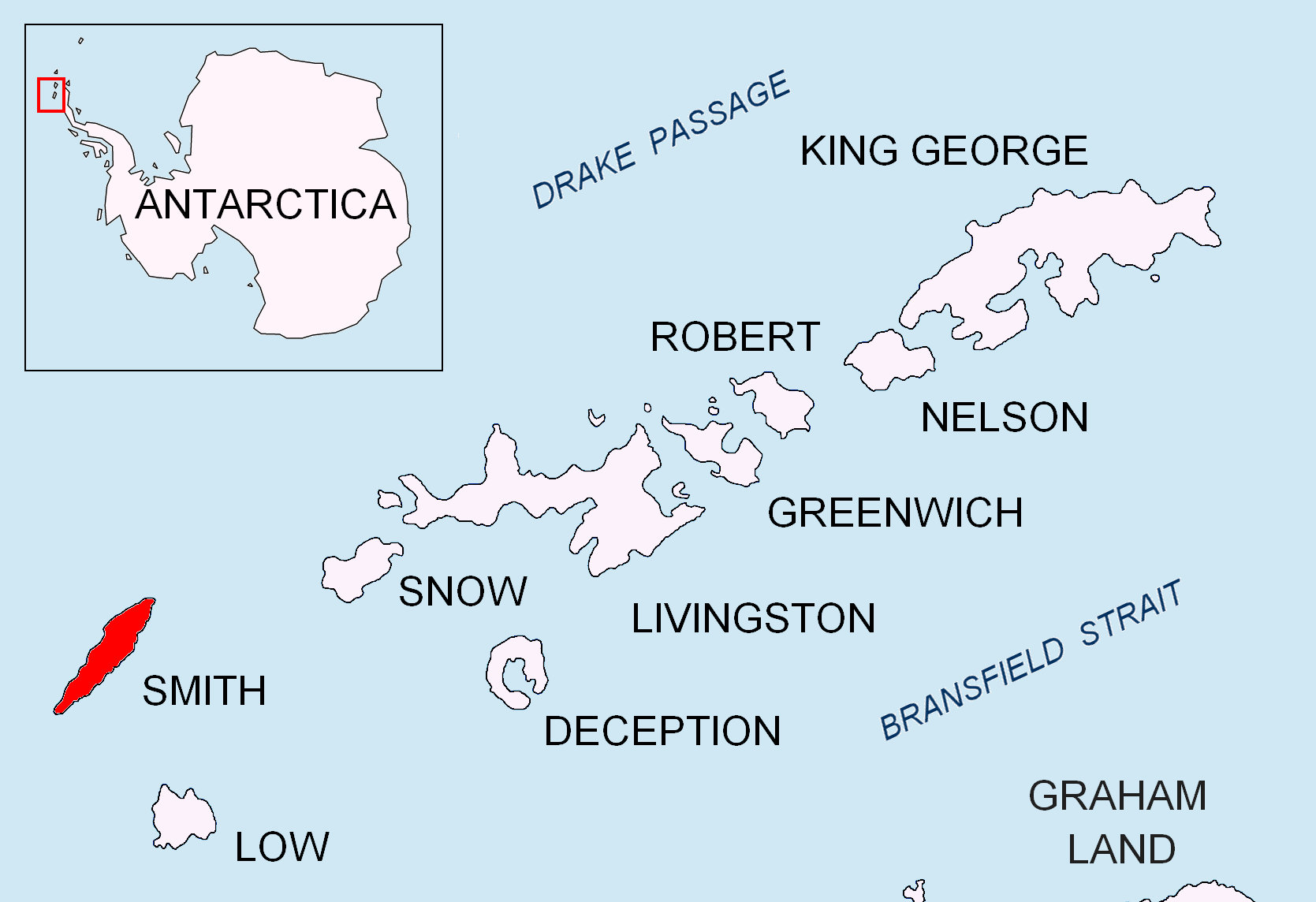

鮑徹灣（Bourchier Cove），是南極洲的海灣，位於南設得蘭群島的史密斯島，入口處在伊雷切克角和維拉格拉角之間，長0.86公里、寬2.35公里，以保加利亞山峰命名，現時由南極條約體系管理。